# Kosta Khetagurov
Kosta Khetagurov (osset Къоста Хетæгкаты Kosta Khetagraty) (Nar, 15 d'octubre de 1859, 19 de març de 1906), fou un destacat escriptor d'Ossètia, considerat el poeta nacional i fundador de la literatura osseta. També s'aprecià la seva faceta de pintor, publicista, així com els seus actes com personatge d'enorme influència en la seva societat.
Nascut a la vila de Nar, a l'actual Ossètia del Nord, Khetagurov estudià a Stàvropol de 1871 a 1881, entrant el 1881 a l'Acadèmia d'Arts de Sant Petersburg. Quatre anys més tard va abandonar els estudis per dificultats econòmiques. Retornat a la seva Ossètia natal, es convertí en poeta prominent, i els seus poemes en osset es difongueren ràpidament per tradició oral. També creà el diari en rus Severni Kavkaz (1893-1902), on publicà articles, poemes i històries, com ho feu també al Kazbek. La seva pintura també va guanyar una notable popularitat, destacant especialment una imatge de la venerada santa Nino, figura que el s.IV convertí els georgians al cristianisme.
Receptor dels corrents democratitzadors de l'art i la literatura russes, i gran enaltidor de la cultura d'Ossètia, defensà la justícia social i nacional, i a causa de les seves crítiques al govern de l'imperi Rus, es va exiliar dues vegades. Una de 1891 a 1896, i una segona de 1899 a 1902, en què la seva salut va decaure enormement, privant-lo de les seves habilitats creatives i socials. Khetagurov va morir el 1906 a Karatxai.

## Obres
- Iron faendyr (Lira osseta, 1899) 
  - Fatima (1889)
  - Saldat (Soldat)
  - Sidzaergaes (Mare d'orfes)
  - Chi dae? (Qui ets?)